# Sânsimion (okręg Harghita)
Sânsimion (węg. Csíkszentsimon) – wieś w Rumunii, w okręgu Harghita, w gminie Sânsimion. W 2011 roku liczyła 2438 mieszkańców.